# Fort de Dogneville
Le fort de Dogneville, appelé brièvement fort Kléber, est une fortification faisant partie de la place forte d'Épinal, situé au nord-nord-est de la commune de Dogneville, dans les Vosges.

## Historique
Le décret d'utilité publique date du 30 juin 1876.
Par le décret du 21 janvier 1887, le ministre de la Guerre Georges Boulanger renomme tous les forts, batteries et casernes avec les noms d'anciens chefs militaires. Pour le fort de Dogneville, son « nom Boulanger » est en référence au général de la Révolution Jean-Baptiste Kléber : le nouveau nom devait être gravé au fronton de l'entrée. Dès le 13 octobre 1887, le successeur de Boulanger au ministère, Théophile Ferron, abroge le décret. Le fort reprend officiellement son nom précédent.
Jean-Baptiste Kléber est né à Strasbourg le 9 mars 1753 et assassiné au Caire (Égypte) le 14 juin 1800. Ayant résisté admirablement lors du siège de Mayenne en 1793, il est fait général de brigade. Il participe aux guerres de la Révolution et de Vendée puis entame la campagne d'Égypte. Lorsqu'il retournera en France, Napoléon confie à Kléber le commandement suprême de l'armée expéditionnaire. Il remporte plusieurs succès significatifs, dont la reconquête de la Haute-Égypte, avant d'être assassiné par un étudiant syrien.
Comme le fort de Longchamp, le fort fut utilisé quelques jours lors des combats de juin 1940. Les cuirassements sont mis à la ferraille en 1943, le pont de l'entrée en 1980.

## Caractéristiques

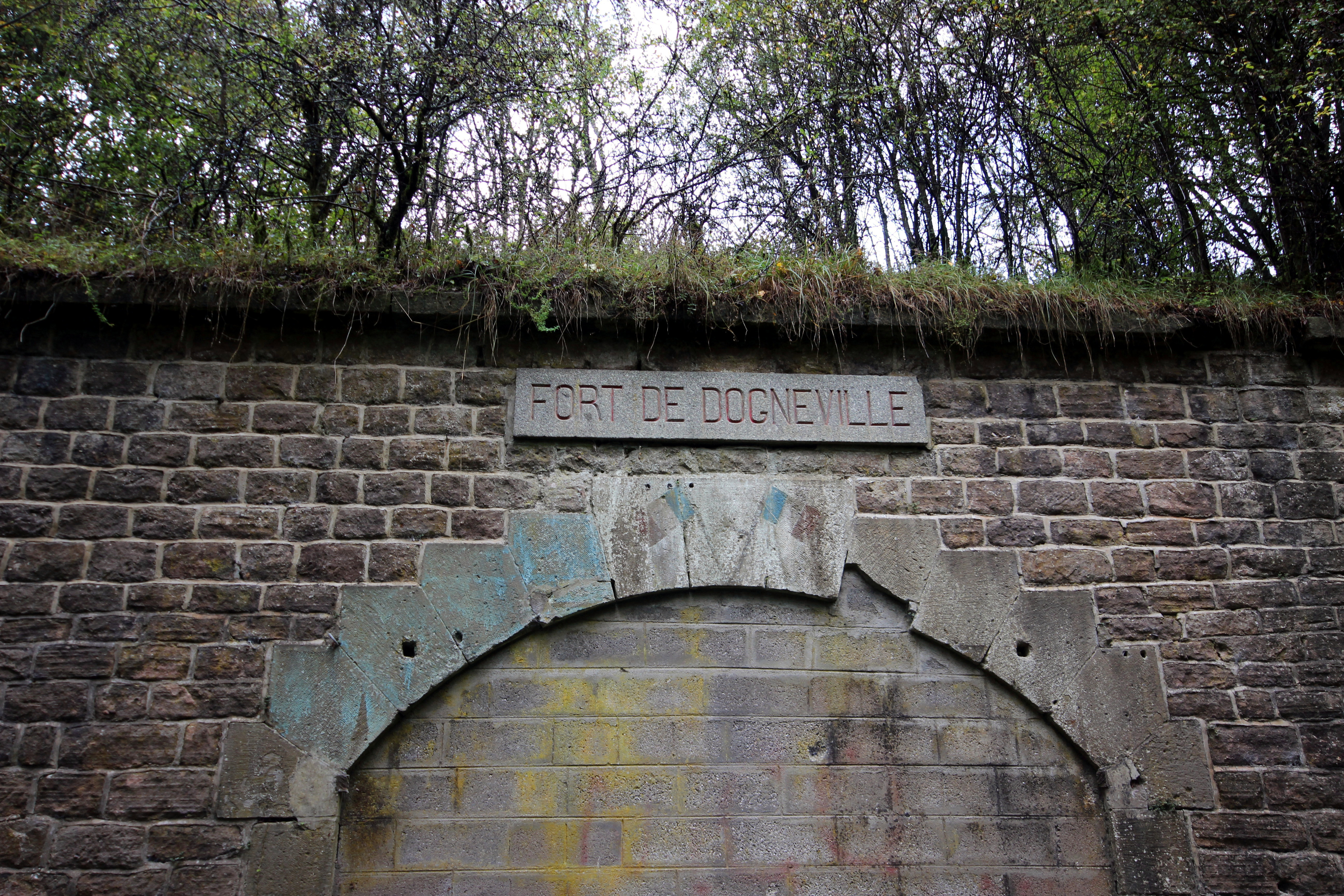
Le cartouche du fort de Dogneville.

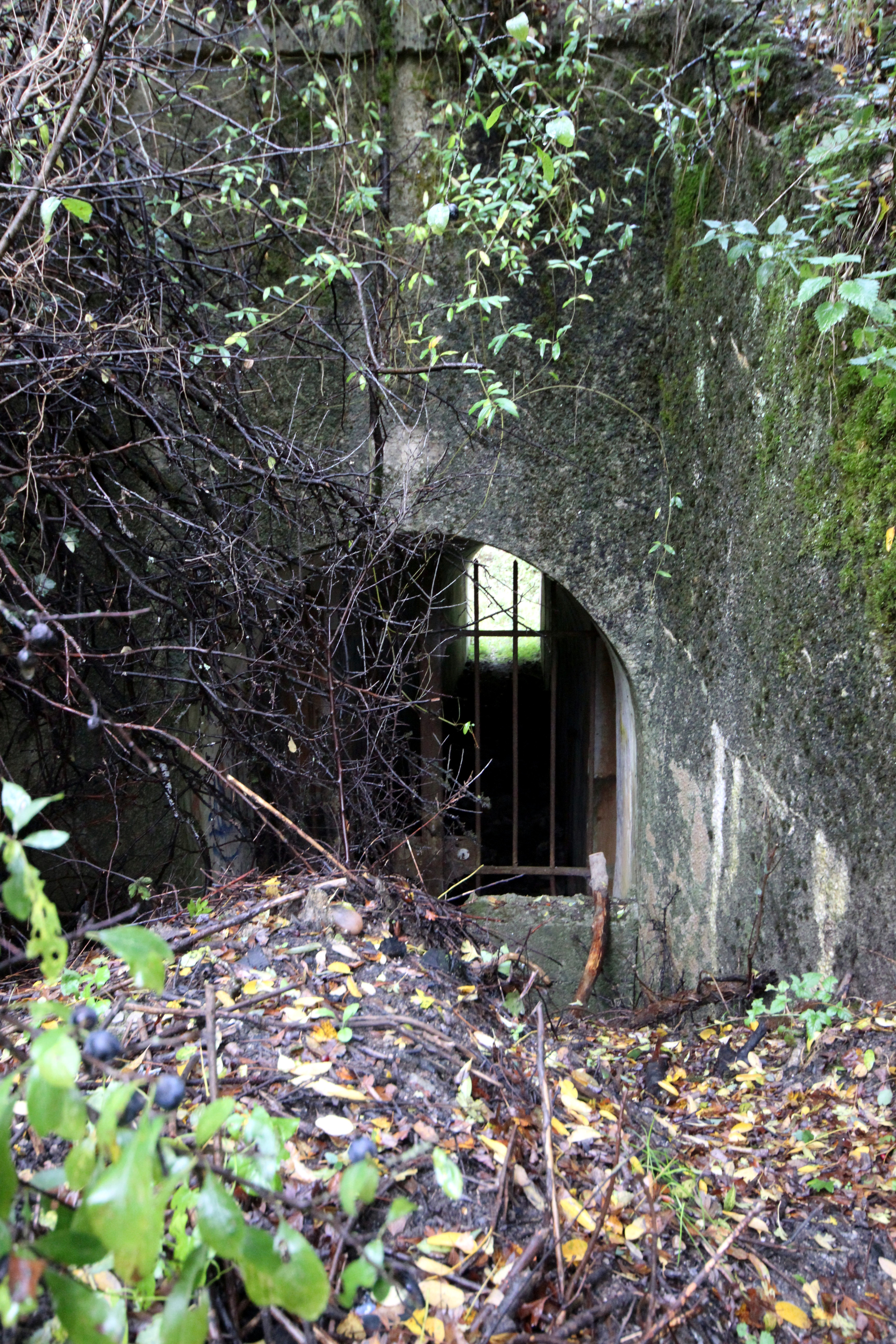
L'entrée de guerre du fort.

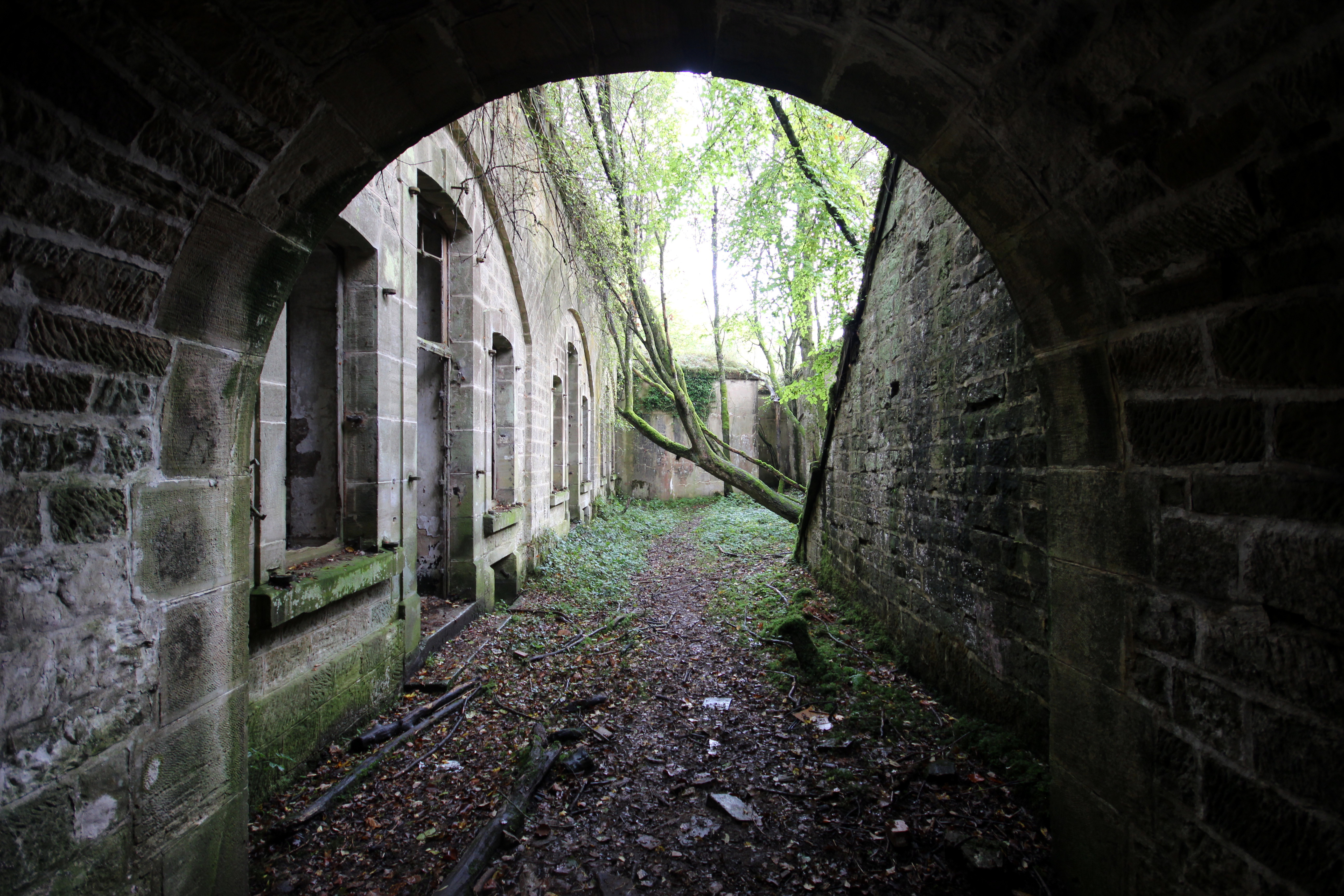
Une des deux cours du casernement de paix.
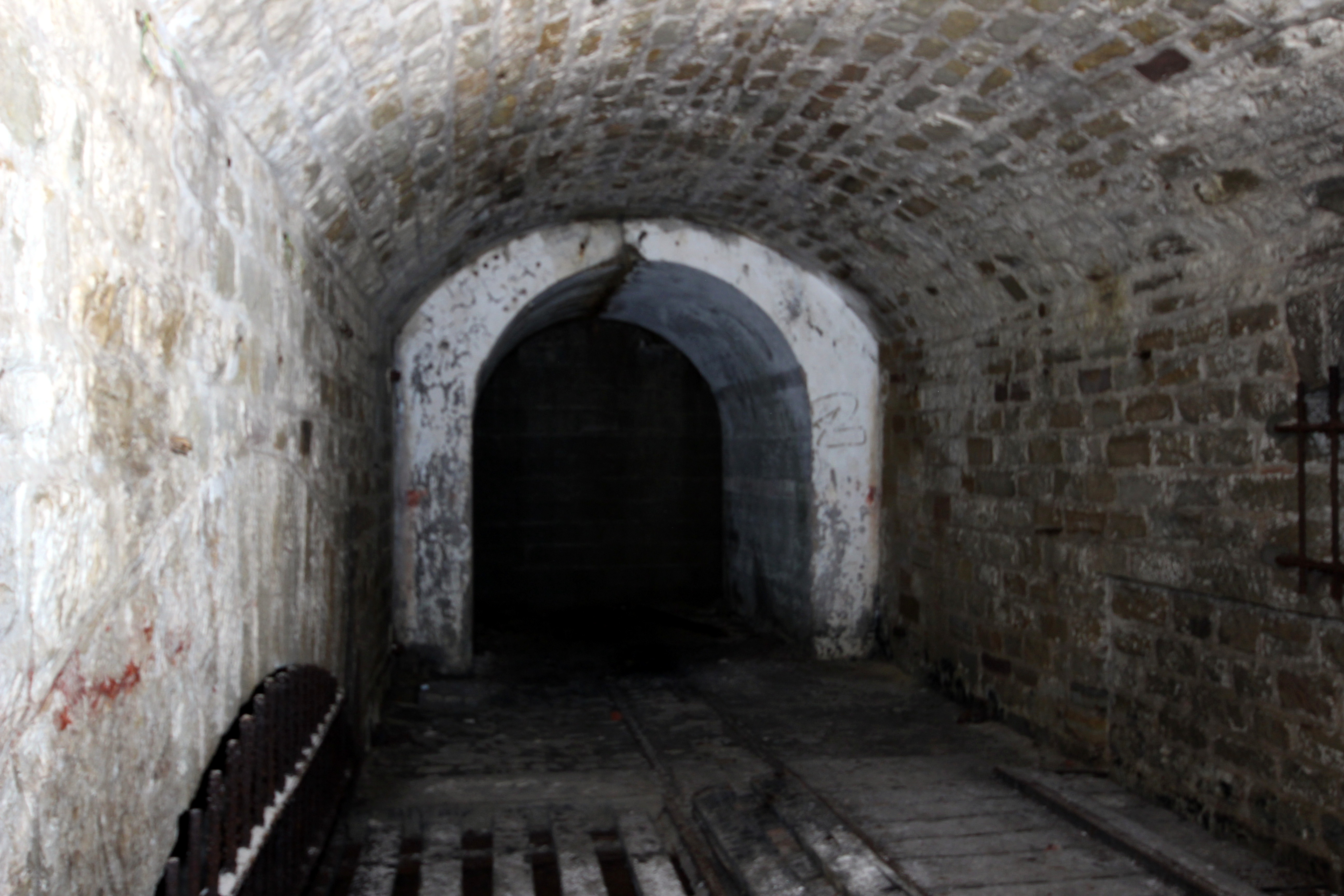
Le pont à effacement latéral derrière l'entrée du fort.
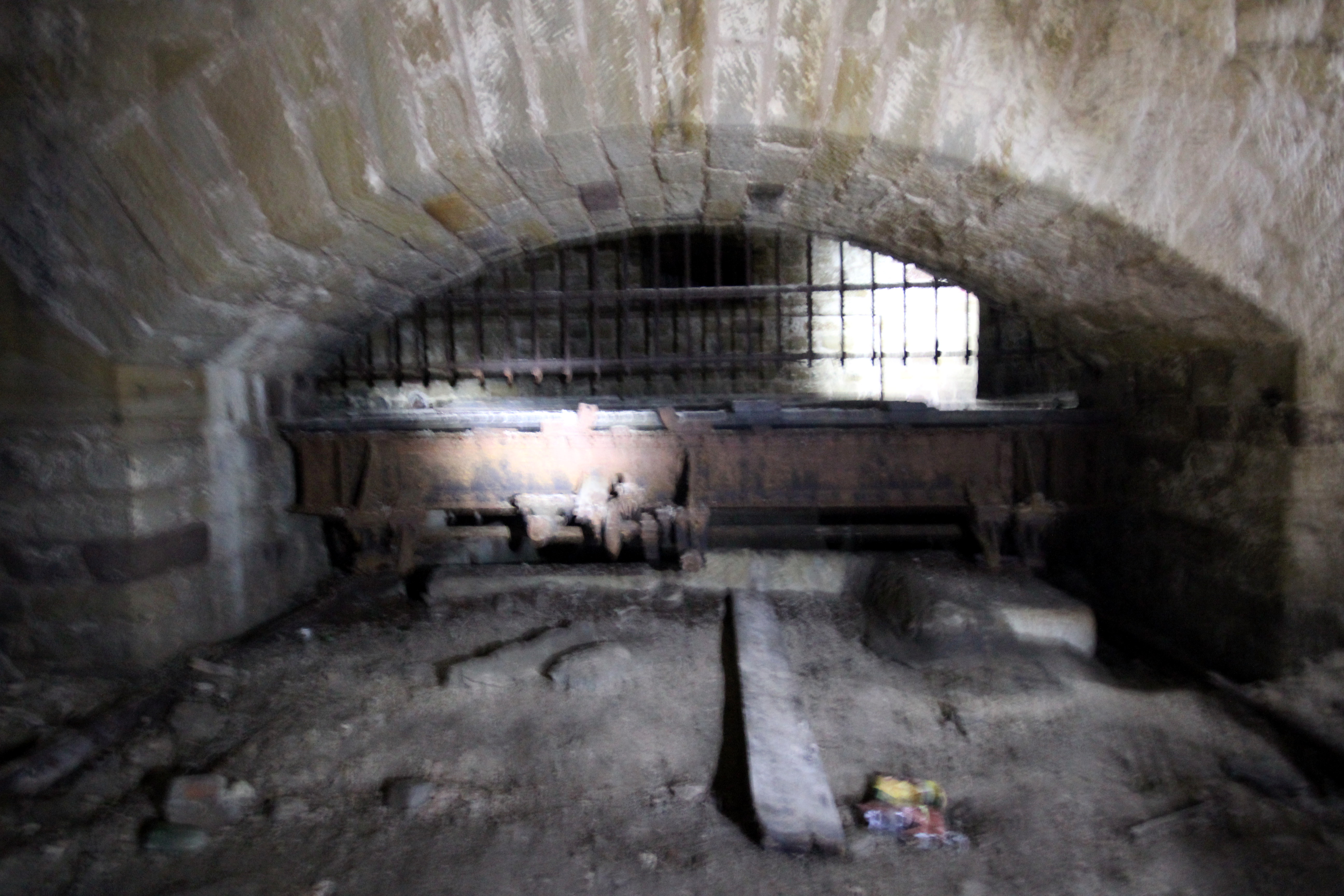
Le pont à effacement latéral.
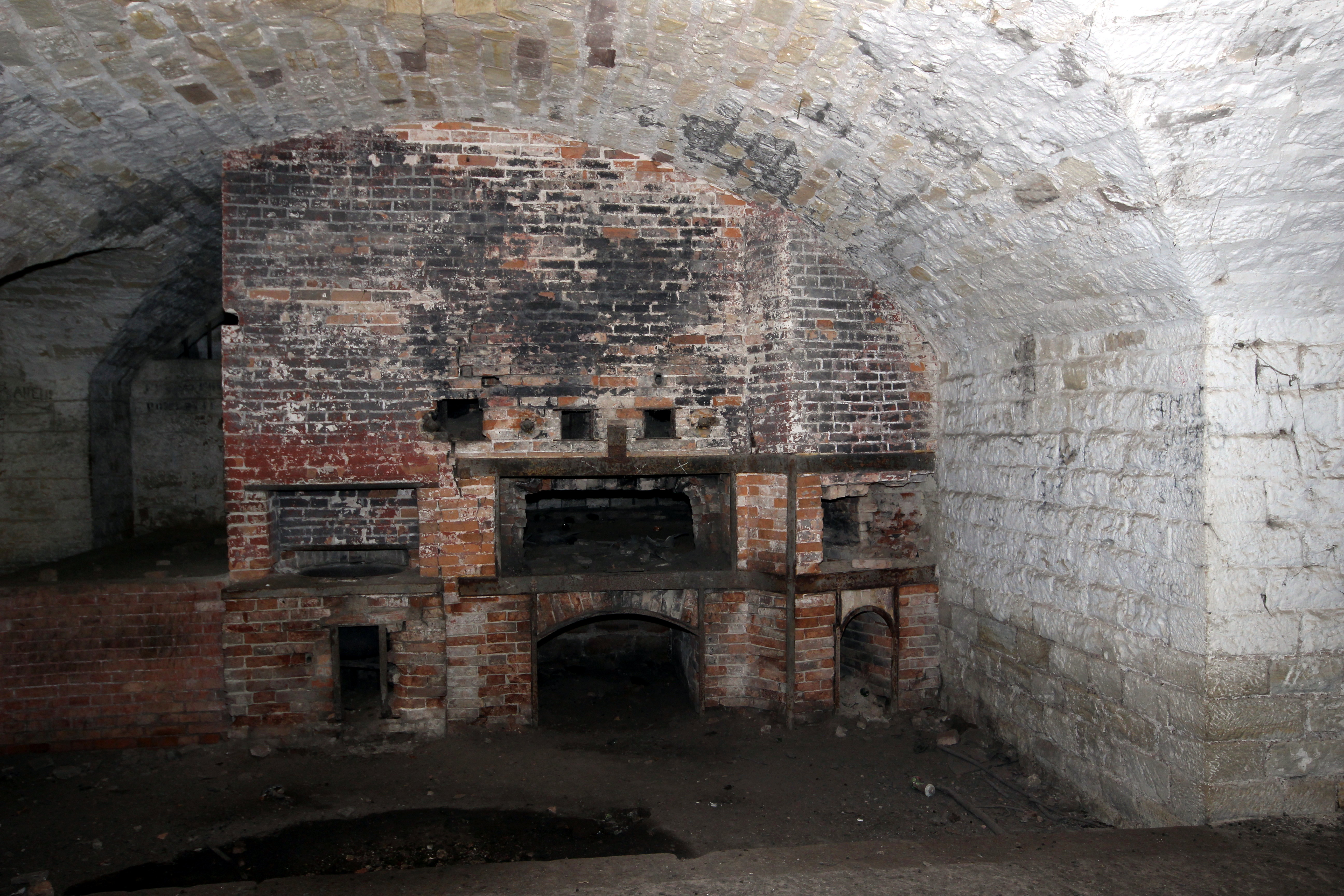
Le four à pain, simple, pour deux cents rations.

Le fort est construit sur une colline (cote 393), dominant la vallée de la Moselle (cote 312) au nord de la place fortifiée d'Épinal, contrôlant ainsi la voie ferrée Charmes-Épinal et les routes longeant la rive droite (actuelle D12) et la rive gauche (D157), croisant ses feux avec le fort de Bois-l'Abbé au sud-ouest. C'est un fort Séré de Rivières de première génération, Le fort fut construit de 1876 à 1878, sur deux années, à 393 mètres d'altitude, pour une garnison de 301 hommes et 29 pièces d’artillerie. L'ensemble a été construit dans un premier temps en maçonnerie, le tout recouvert d'une couche de terre.

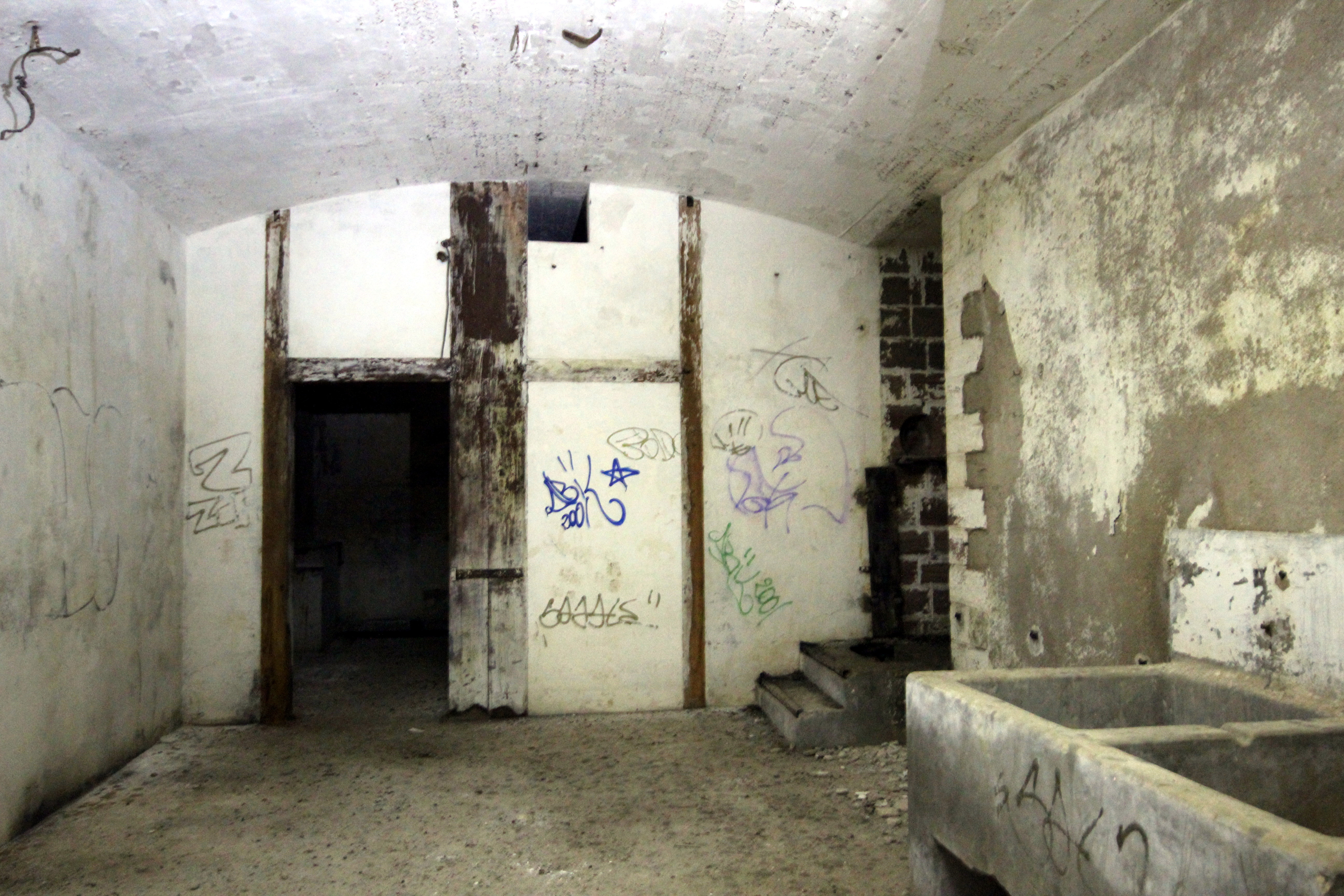
La cuisine du casernement bétonné.
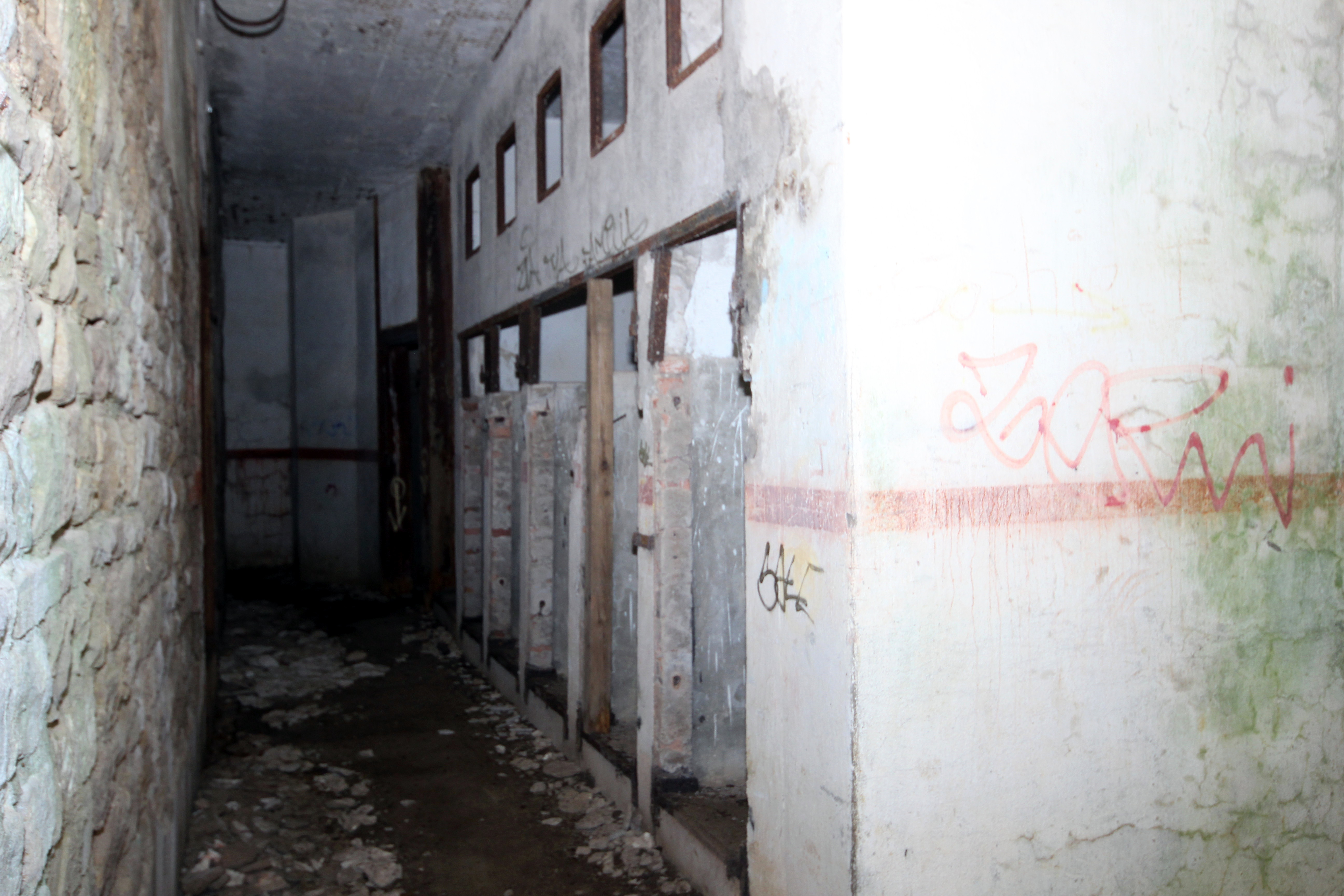
Les latrines du casernement de guerre.
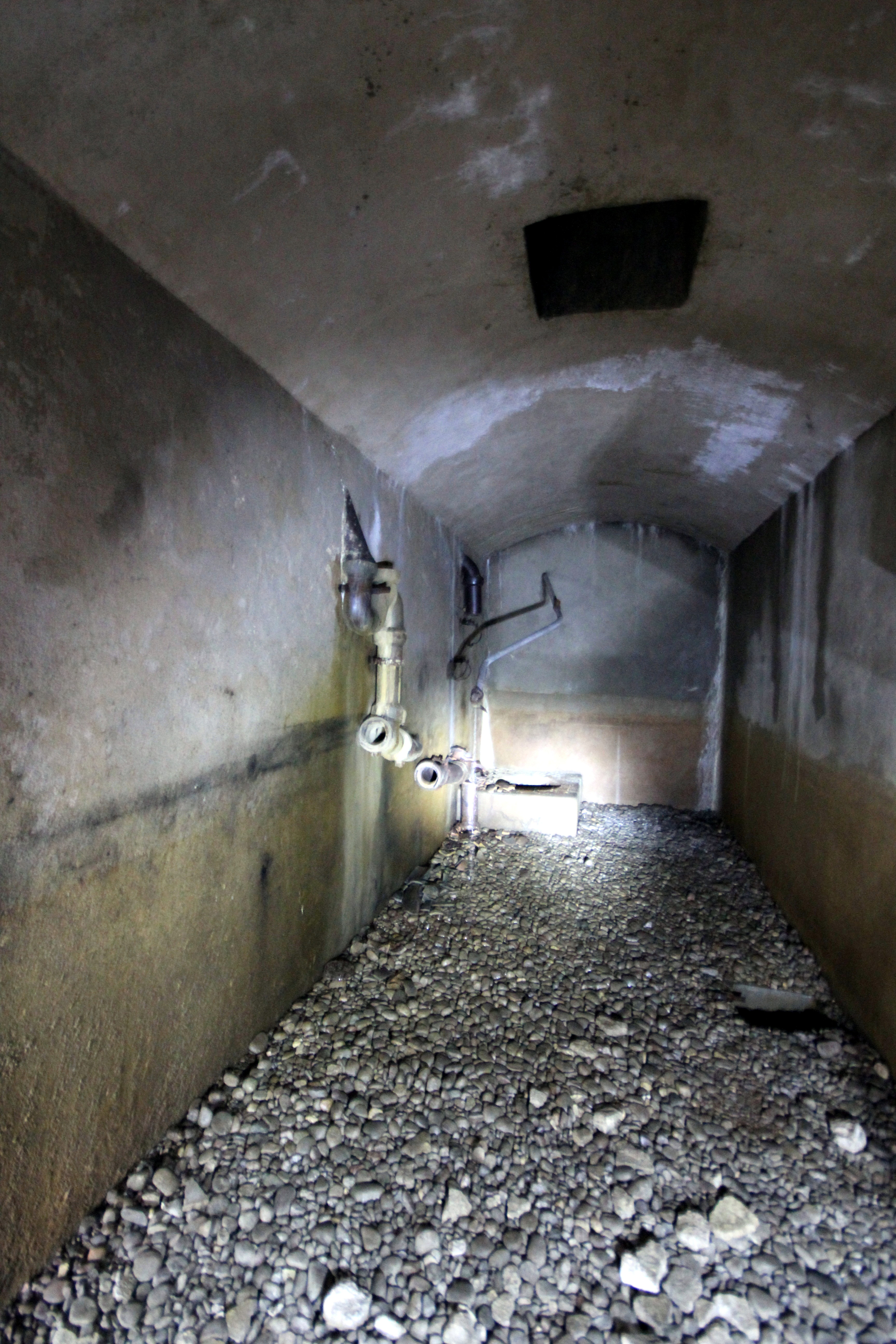
Vestige des canalisations de la citerne.
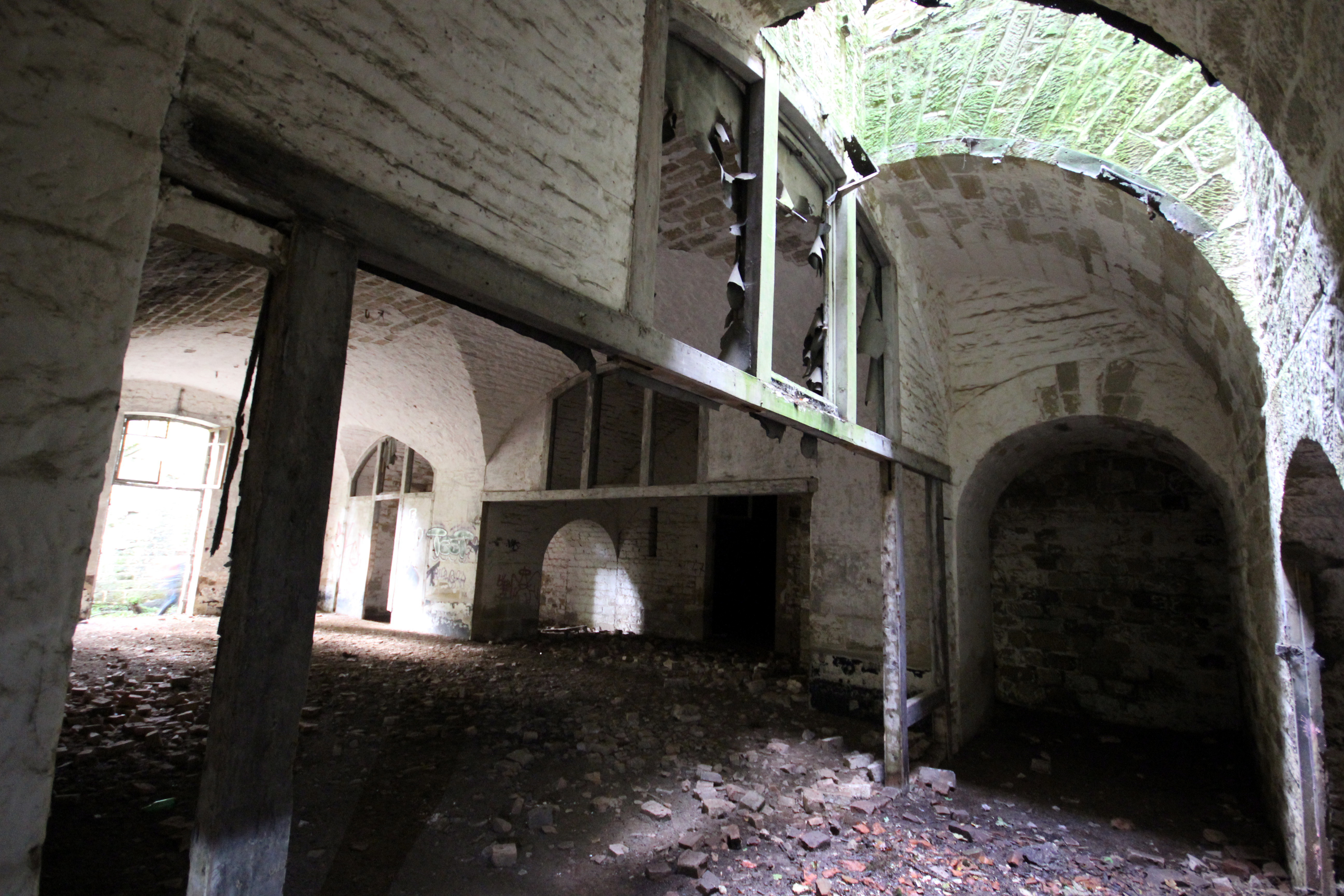
L'arrière des chambrées du casernement de paix.

La forme est trapézoïdal, la contrescarpe est en arceaux en décharge et dont la défense des fossés était dévolue à deux ailerons (saillants II et IV) ainsi qu'à une caponnière double (saillant III). L'escarpe comporte aussi de tels arceaux mais là où on peut encore distinguer, selon un angle très marqué, de l'ordre de 50°, et seulement sur 1,5 m de hauteur environ, à quelque 4 m du fond du fossé. Le casernement, en deux cours séparées par la capitale, occupe le centre de l'ouvrage. La rue du rempart desservait neuf traverses-abris, dont six enracinées. En fit chacun des fronts I-II, II-III et III-IV était pourvu de trois traverses, immuablement deux enracinées en encadrant une non enracinées. Le magasin à poudre de 66 500 tonnes de poudre noire se trouve en arrière du front I-II. En 1890, on procède au bétonnage de son entrée d"escarpe et d'une partie de sa capitale. ce ne sera que de 1908 à 1914 que la refonte sera complète, faisant de Dogneville un fort moderne. La rue du rempart fut totalement bouleversée. Les caponnières ont cédé la place à des coffres de contrescarpe, simple (saillants II et IV) et double (saillant III), munis d'une visière, comme c'est de mise à Épinal. Des cuirassements seront installés, à savoir une tourelle Galopin de 155 mm R modèle 1907 au saillant II, une tourelle de mitrailleuses aux saillants impairs, trois observatoires cuirassés et deux (à vérifier) guérites observatoires. Une casemate de Bourges prend place au saillant IV.
Ce fort comporte un grand nombre de singularités, l'accès à la tourelle de mitrailleuses du saillant I s'effectue depuis une très longue galerie et l’observatoire cuirassé n'est accessible que par un embryon de galerie s'ouvrant entre deux contreforts de puits de tourelle. Le front de tête est constitué d'un très long abri bétonné. L'étage intermédiaire de la tourelle de 155 R, au saillant II, est accessible directement par le couloir. Le soldes magasins de cette tourelle est marqué par la rouille de projectiles qui y étaient stockés. Les passages des gaines menant aux coffres sont pourvus d'un pont à bascule dont le tablier, muni de créneaux de tir, se relève par obturer la galerie en dévoilant une fosse. La gaine du saillant II est noyée, et l'exemplaire le plus correct de ce dispositif est visitable au saillant IV. Le coffre double est énorme et les chambres de tir ont leur sol en terre battue, depuis l'extérieur de ce coffre, de part et d'autre, un embryon de système de contre-mine existe. sous la caserne bétonnée, on a coulé un sarcophage en béton dans la citerne, pour qu'il officie à son tour comme citerne, mais sans être en contact avec les murs, donc moins sensible aux vibrations d'un éventuel bombardement. Le vieux magasin à poudre a la forme ogivale, comme celui de Château-Lambert ou encore de Domgermain. Il est doublé intérieurement d'une cloison de briques. cette cloison couvre également le flanc des créneaux à lampes (trois alignés, mais avec le central disposé un peu plus haut) pour lesquels des ouvertures ont évidemment du être ménagées. Celui-ci l'ont été avec des linteaux de bois, ce qui en fait un flanc à colombages. En plusieurs endroits, surtout dans l'ancien casernement, l'occupant de la Seconde Guerre mondiale a laissé plusieurs croquis muraux d'assez bonne facture. La capitale abrite l'usine électrique et le pont roulant à effacement latéral de l'entrée est toujours en place. En revanche, tous les cuirassements ont disparu. Le four à pains pour deux cents rations est encore en assez bon état. La casemate de Bourges occupe le saillant IV. Initialement, une batterie annexe pour huit pièces était accolée au front I-II.

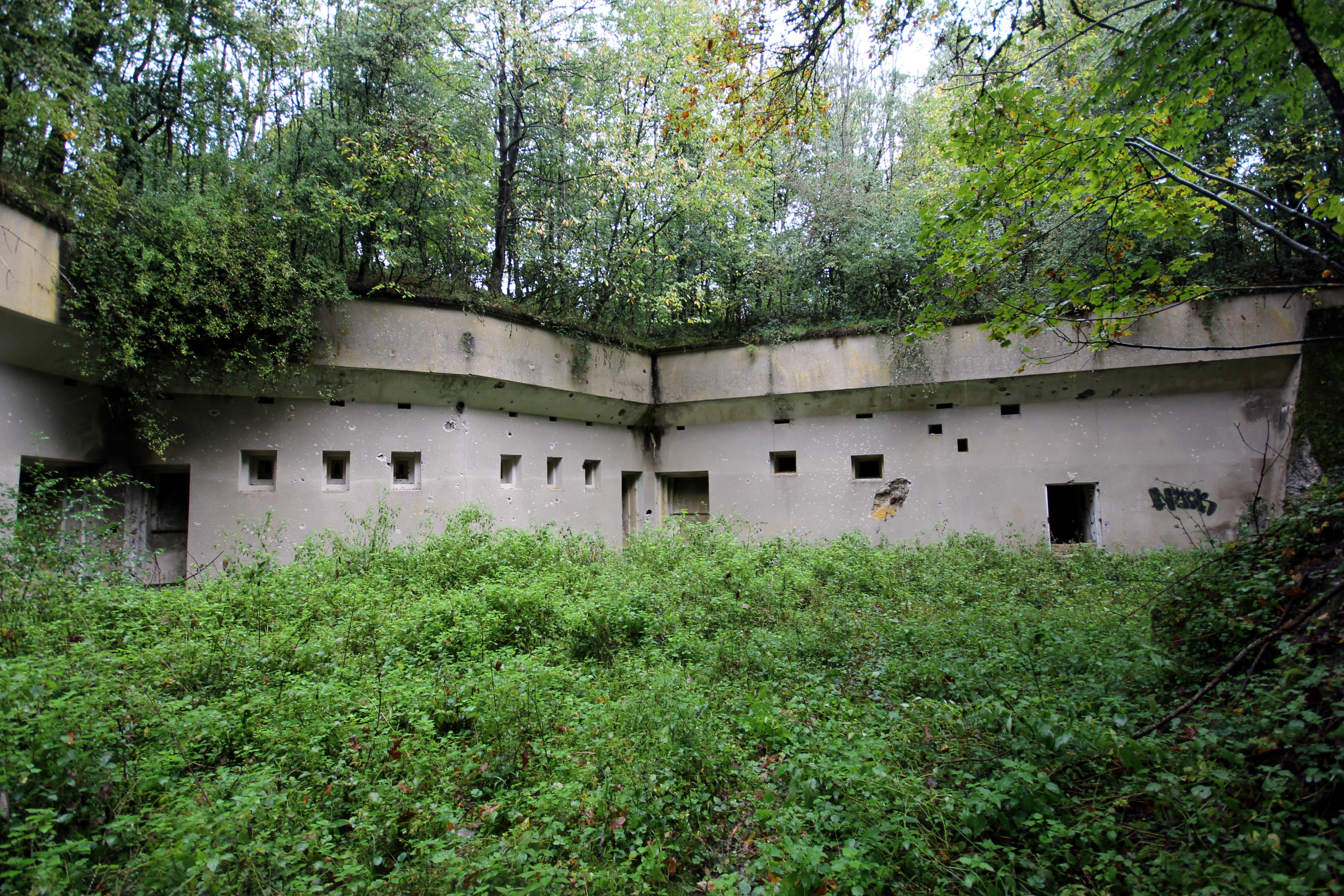
Le coffre du saillant II.
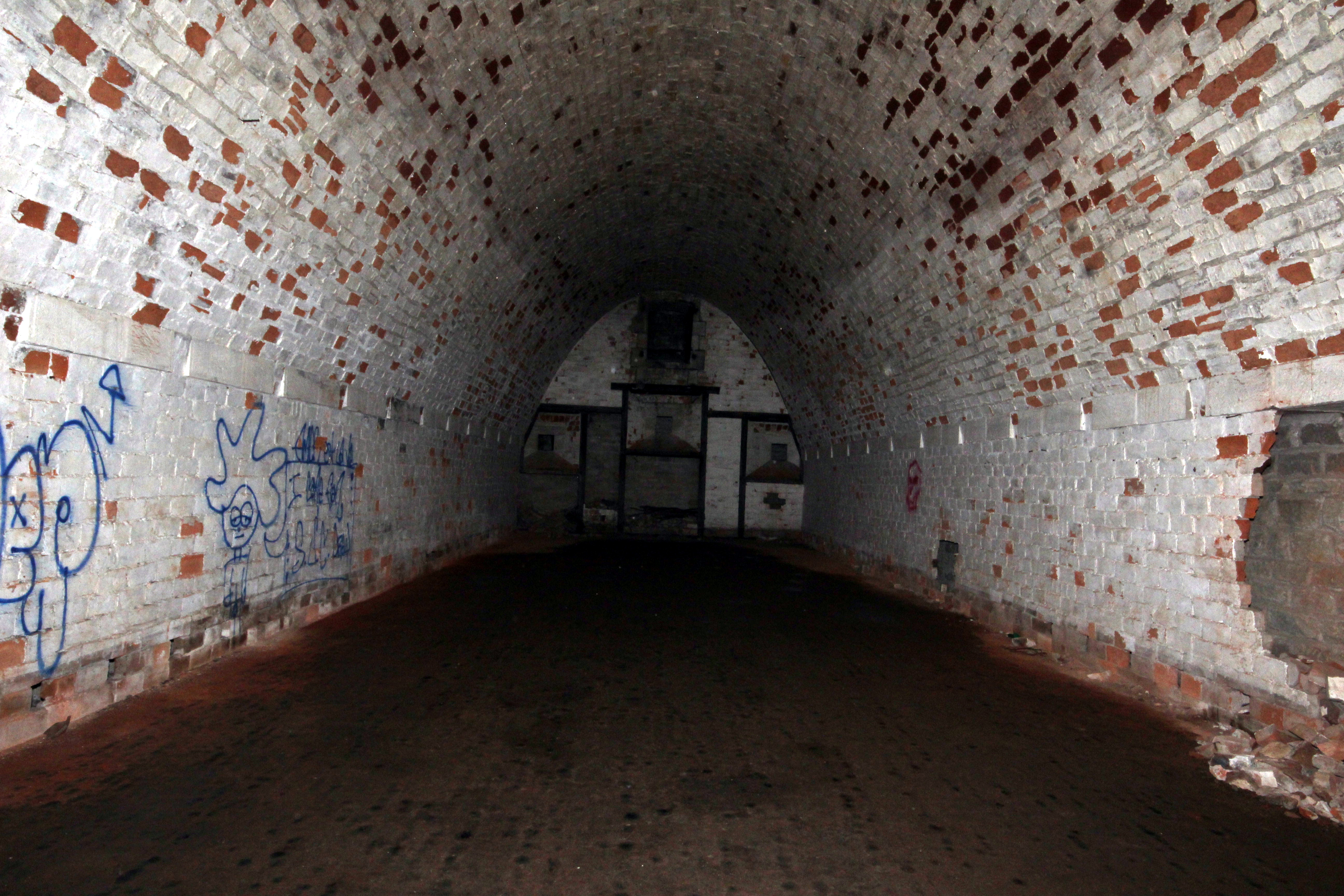
Le magasin à poudre de 66,5 tonnes de poudre noire.
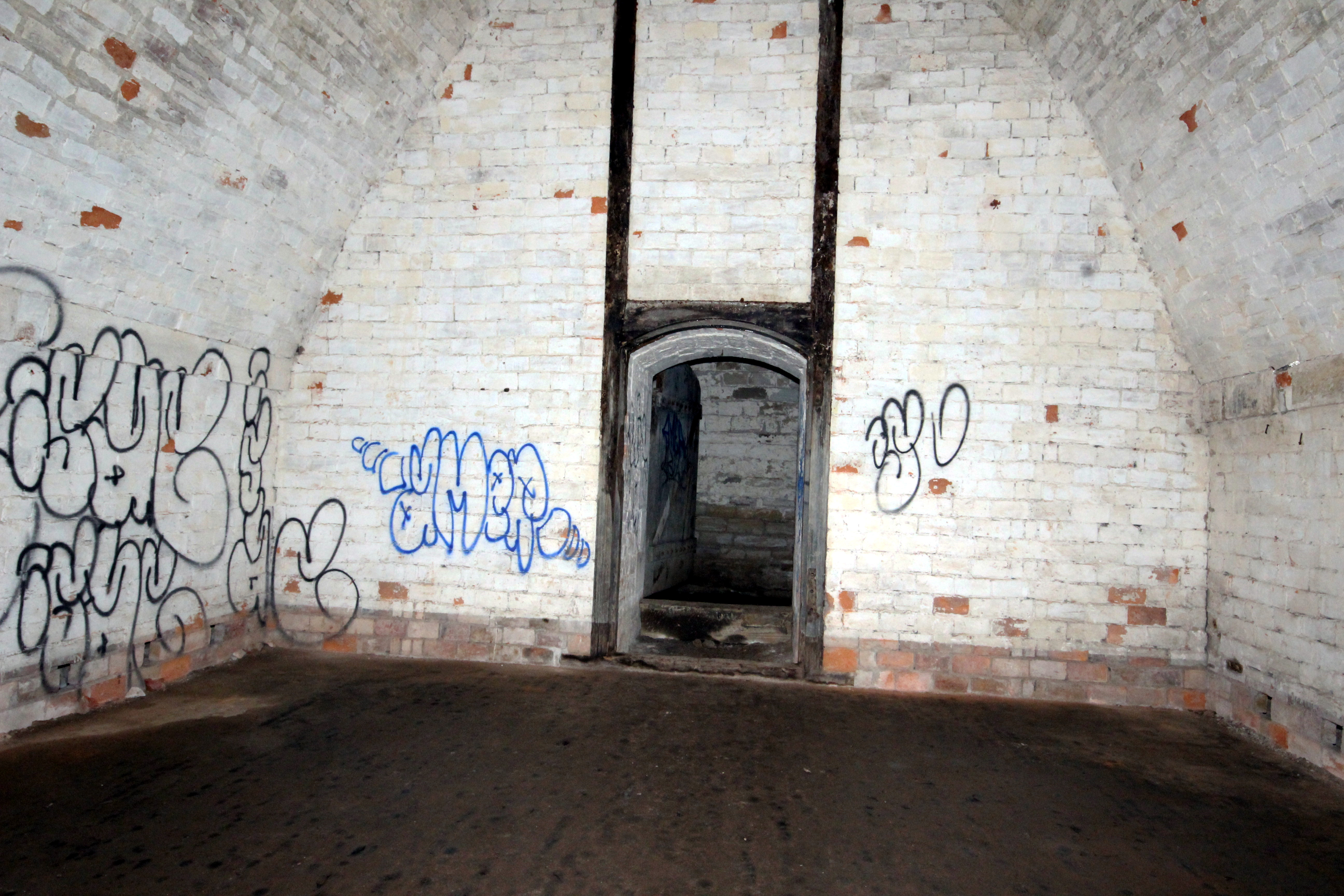
Le magasin à poudre vers le vestibule.
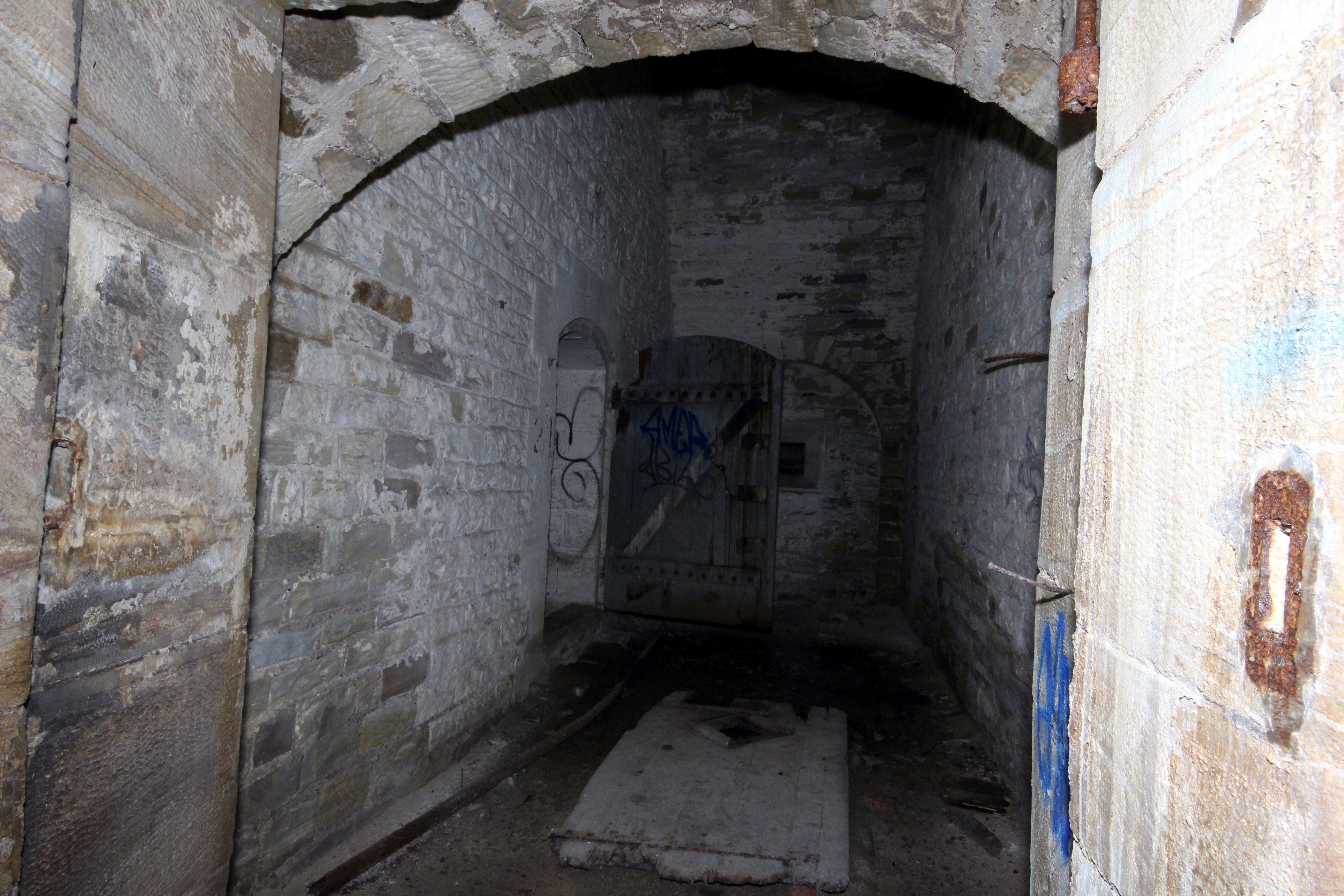
le vestibule du magasin à poudre.
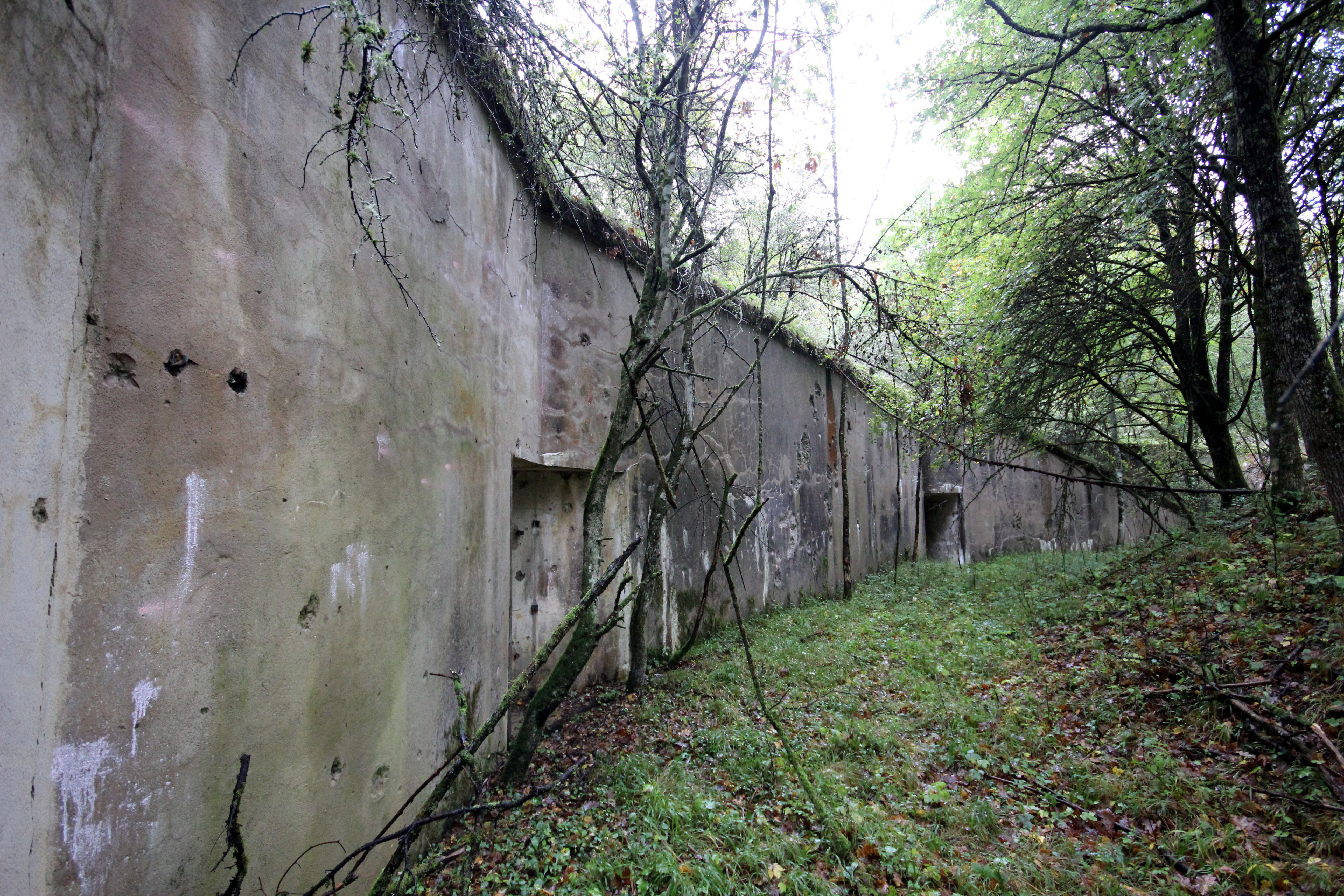
Une sortie d'infanterie près de la capitale du fort.
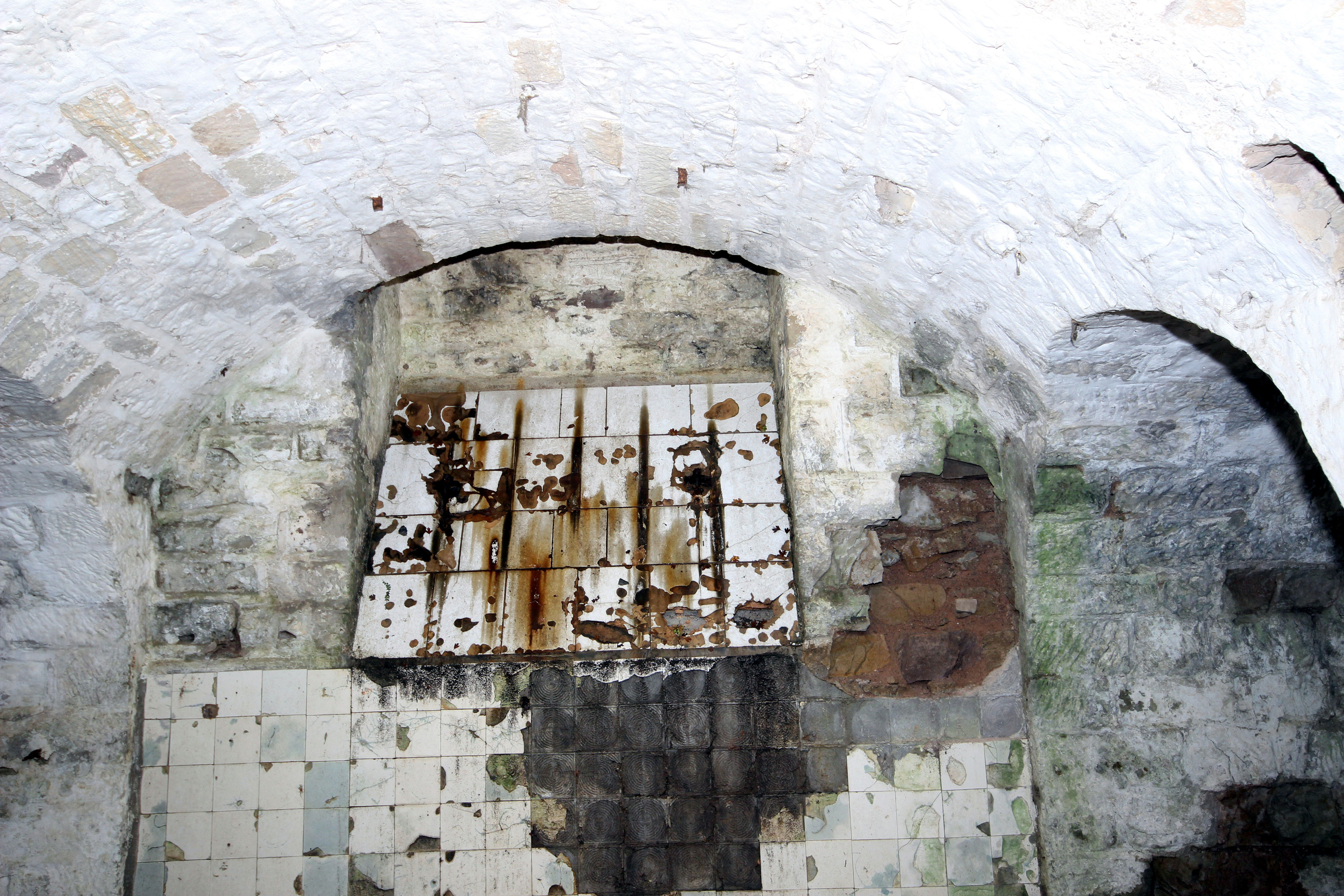
un des puits de lumière avec les carreaux.
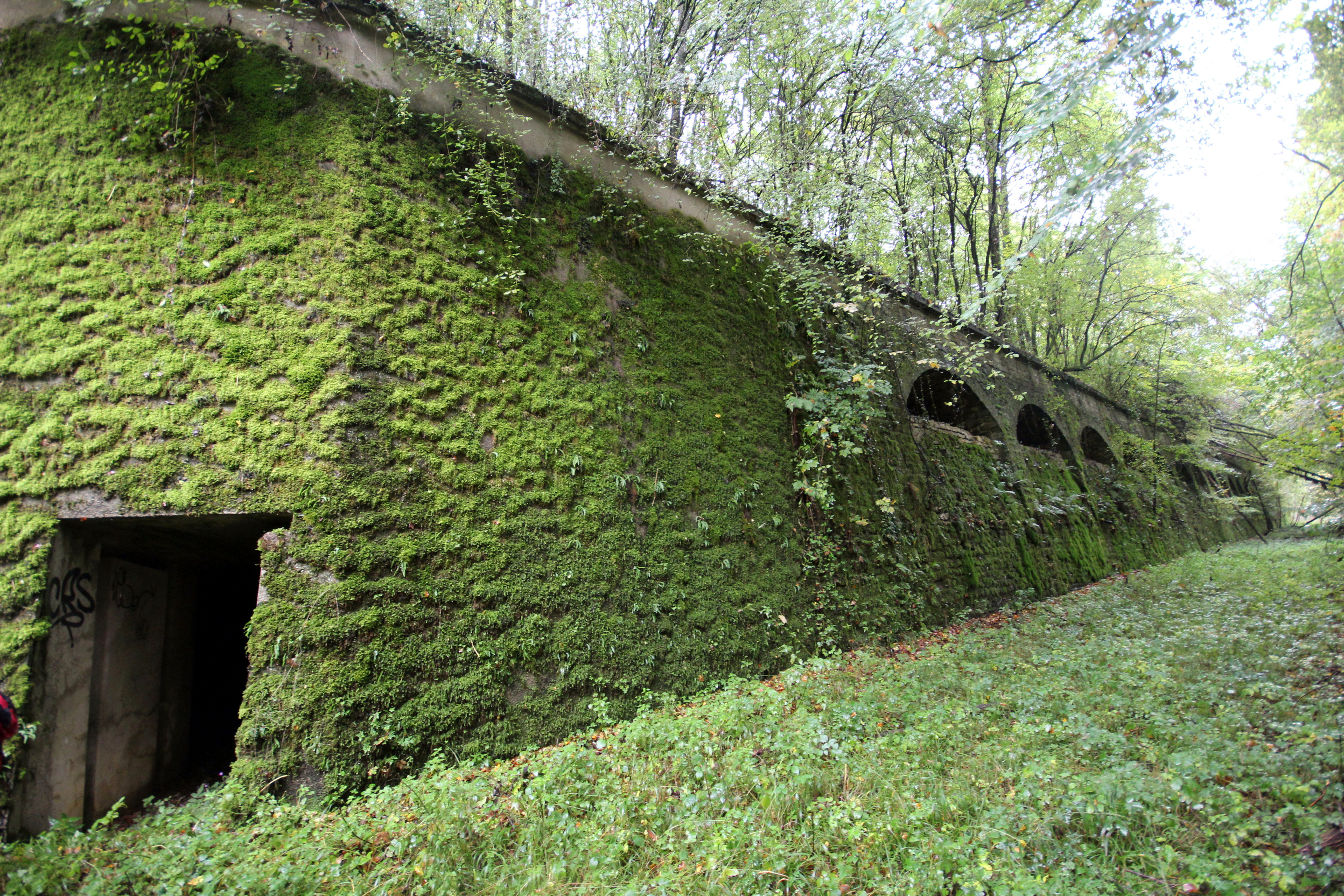
Le fossé entre le saillant I et II.
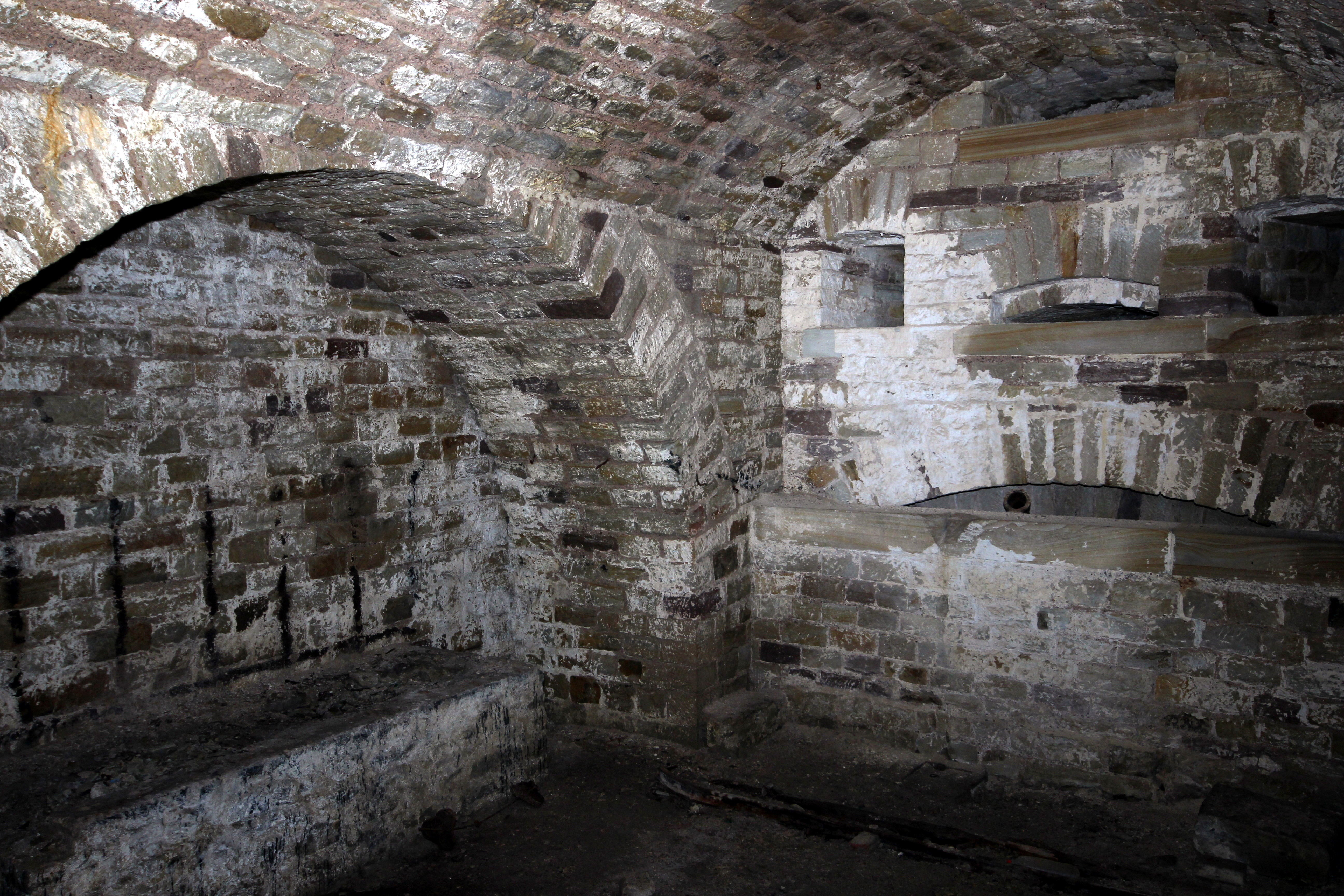
Le corps de garde.
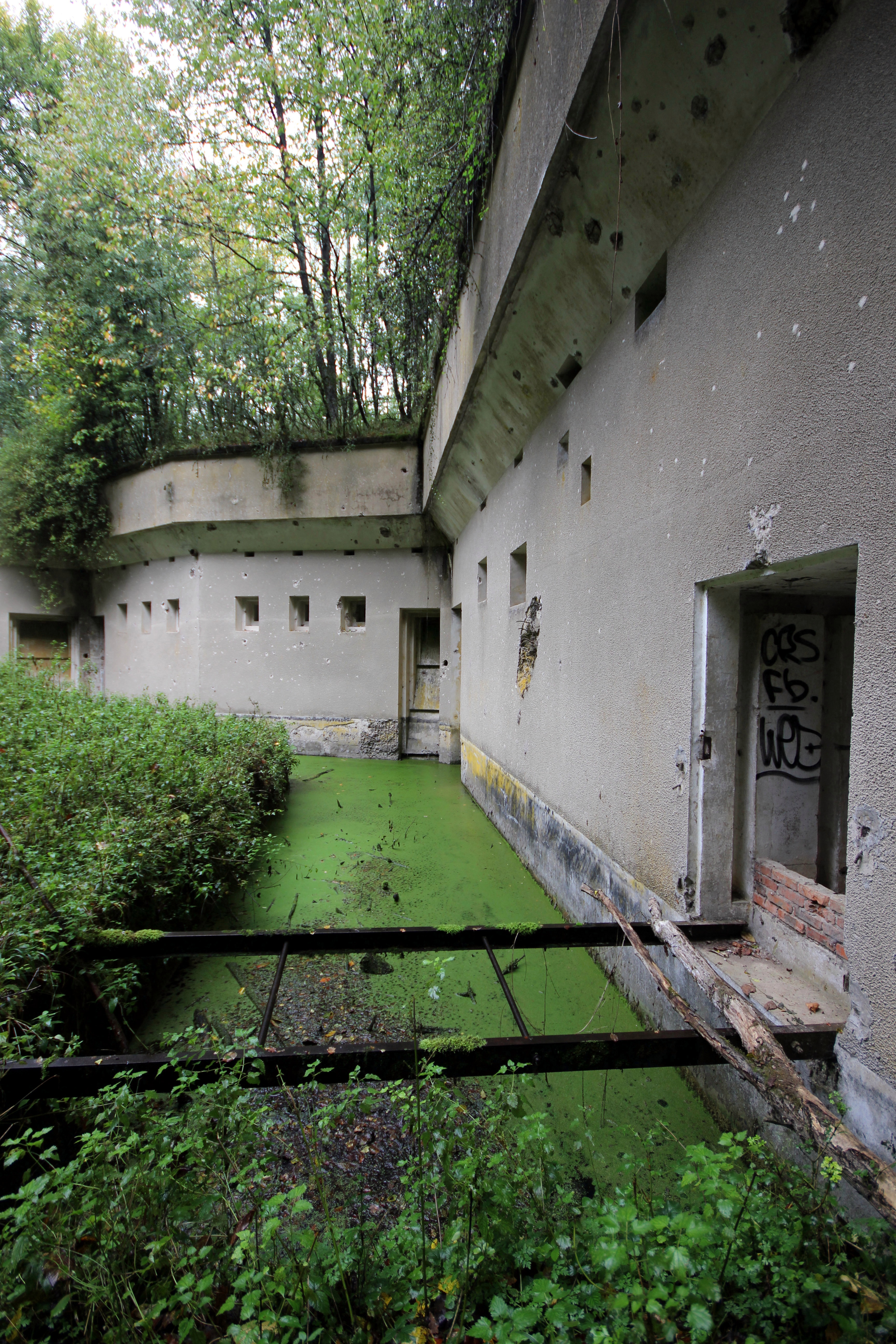
Détail du fossé diamant du coffre simple du saillant II.

Le fort fut modernisé, avec un casernement bétonné (1890-1898, en béton armé), une tourelle à éclipse pour un canon de 155 mm raccourci (tourelle Galopin modèle 1907), deux tourelles de mitrailleuses (installées en 1910 pour la première, 1913 pour la seconde), une casemate de Bourges (1909-1910 : pour deux canons de 75 mm, tirant vers le fort de Longchamp), deux observatoires cuirassés (1909-1910), trois coffres de contrescarpe (1910-1913) et une usine électrique (1913-1915).

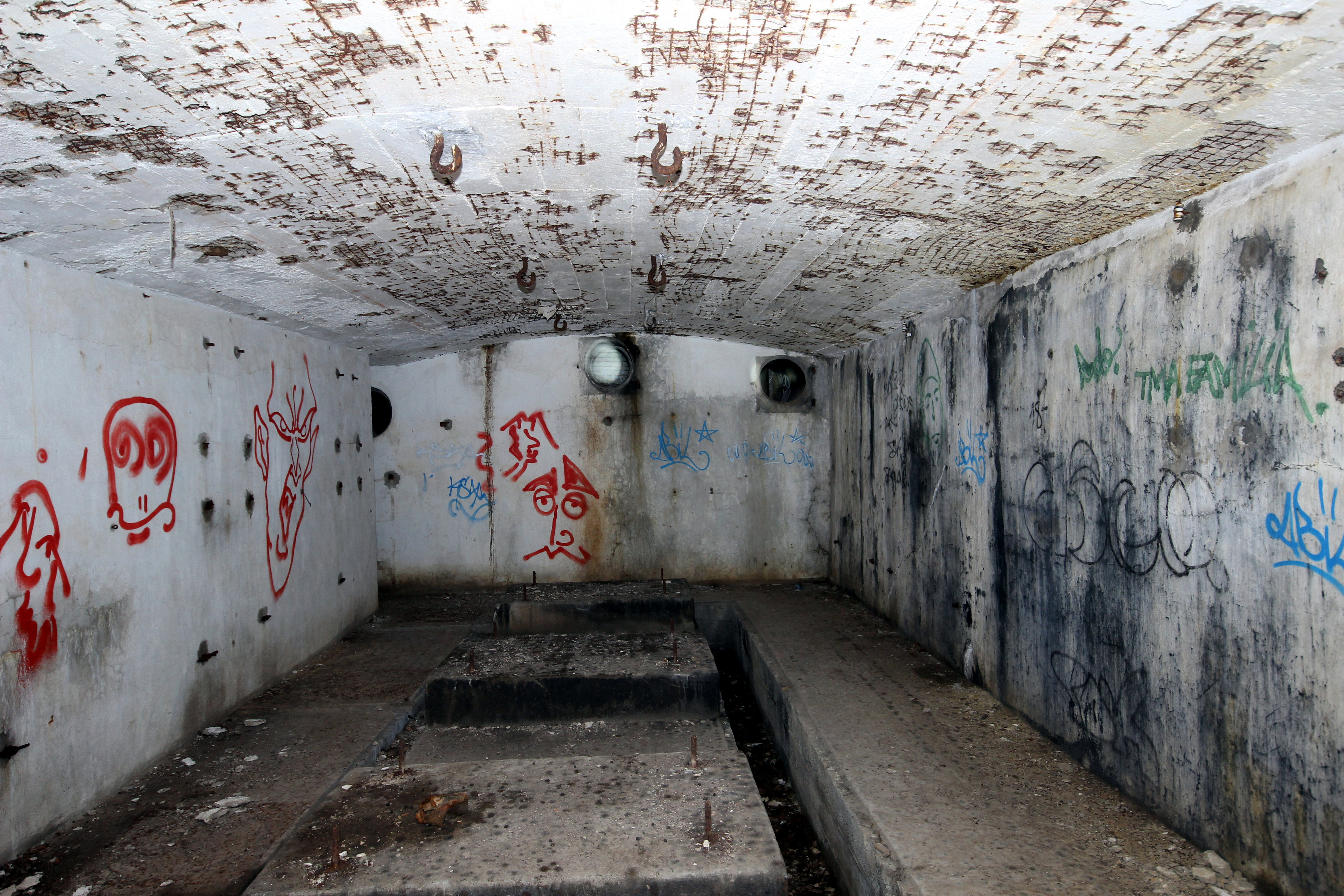
L'usine électrique avec ses 3 blocs moteur.
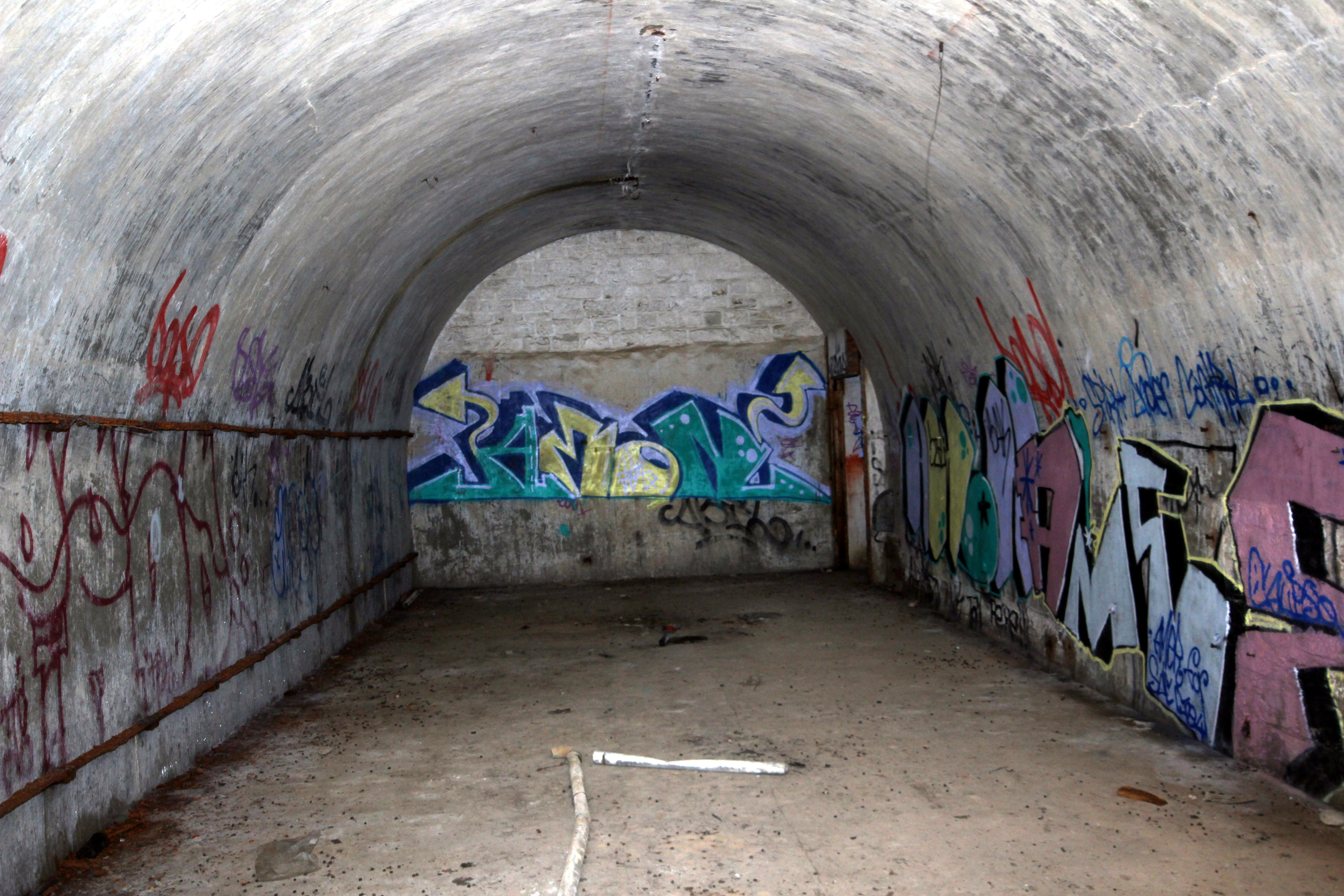
Une chambrée en béton spécial du fort.
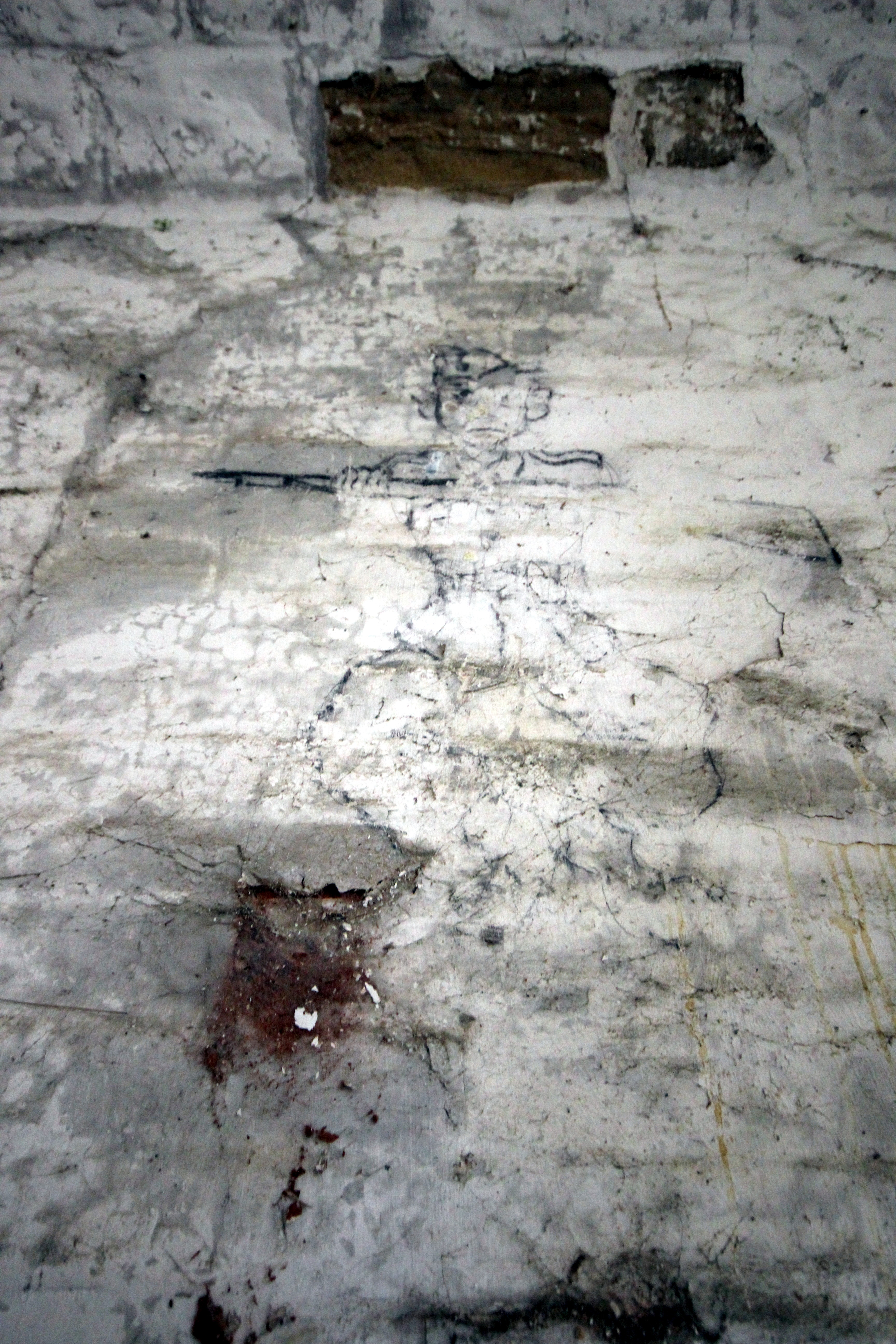
Un graffiti allemand de la Seconde Guerre mondiale.
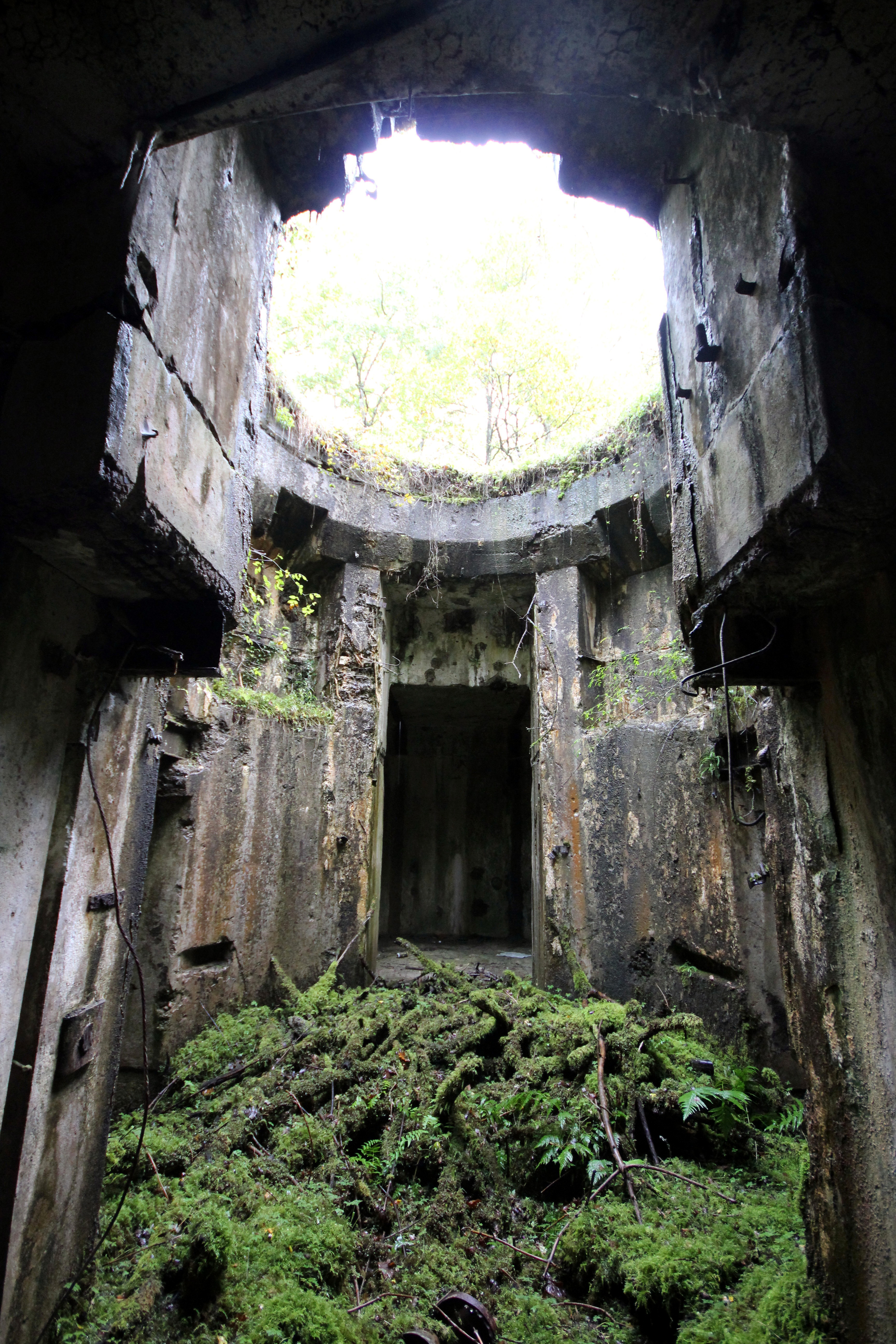
Le puits de la tourelle de 155 mm R.
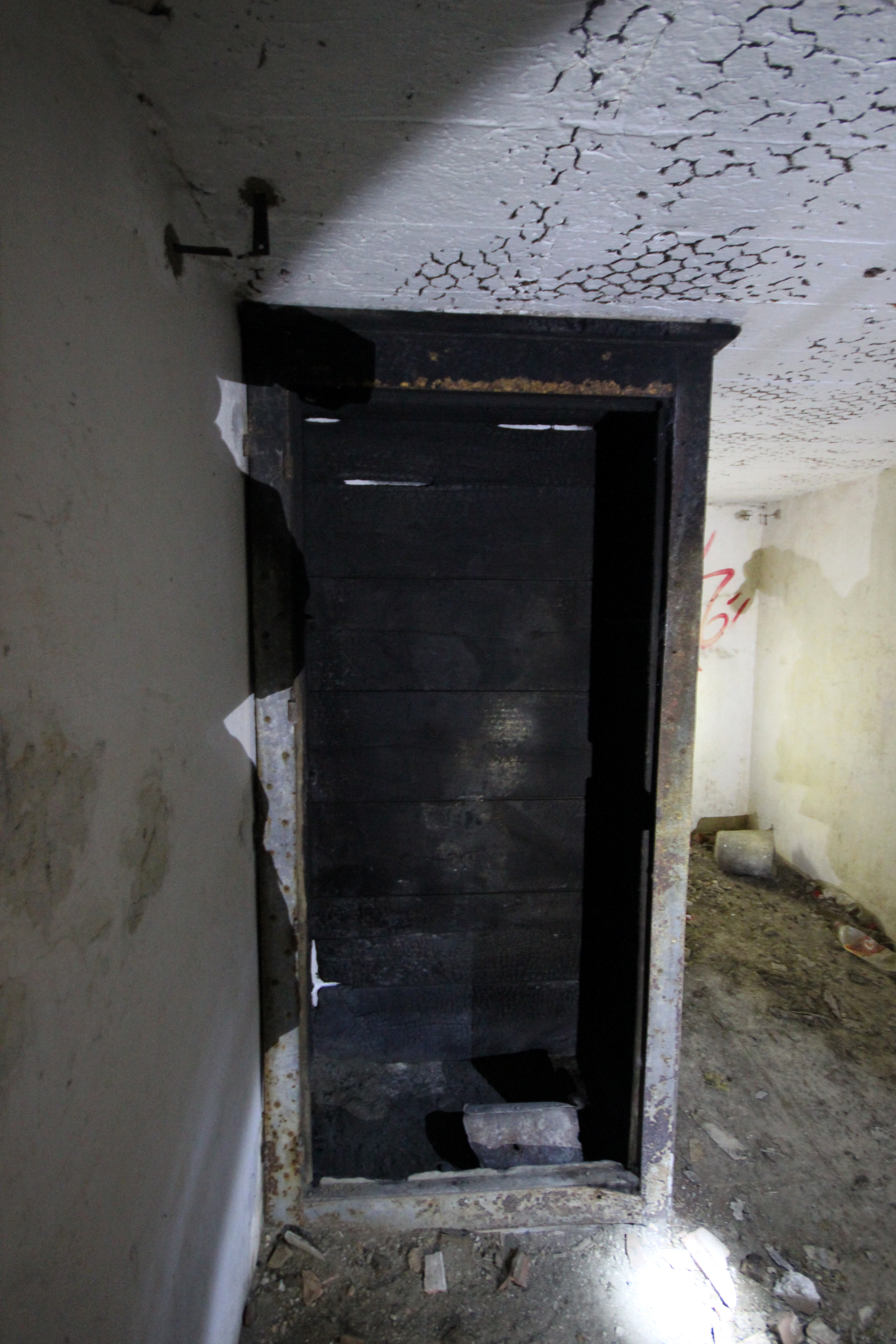
Vestige d'une armoire sous la casemate de Bourges.
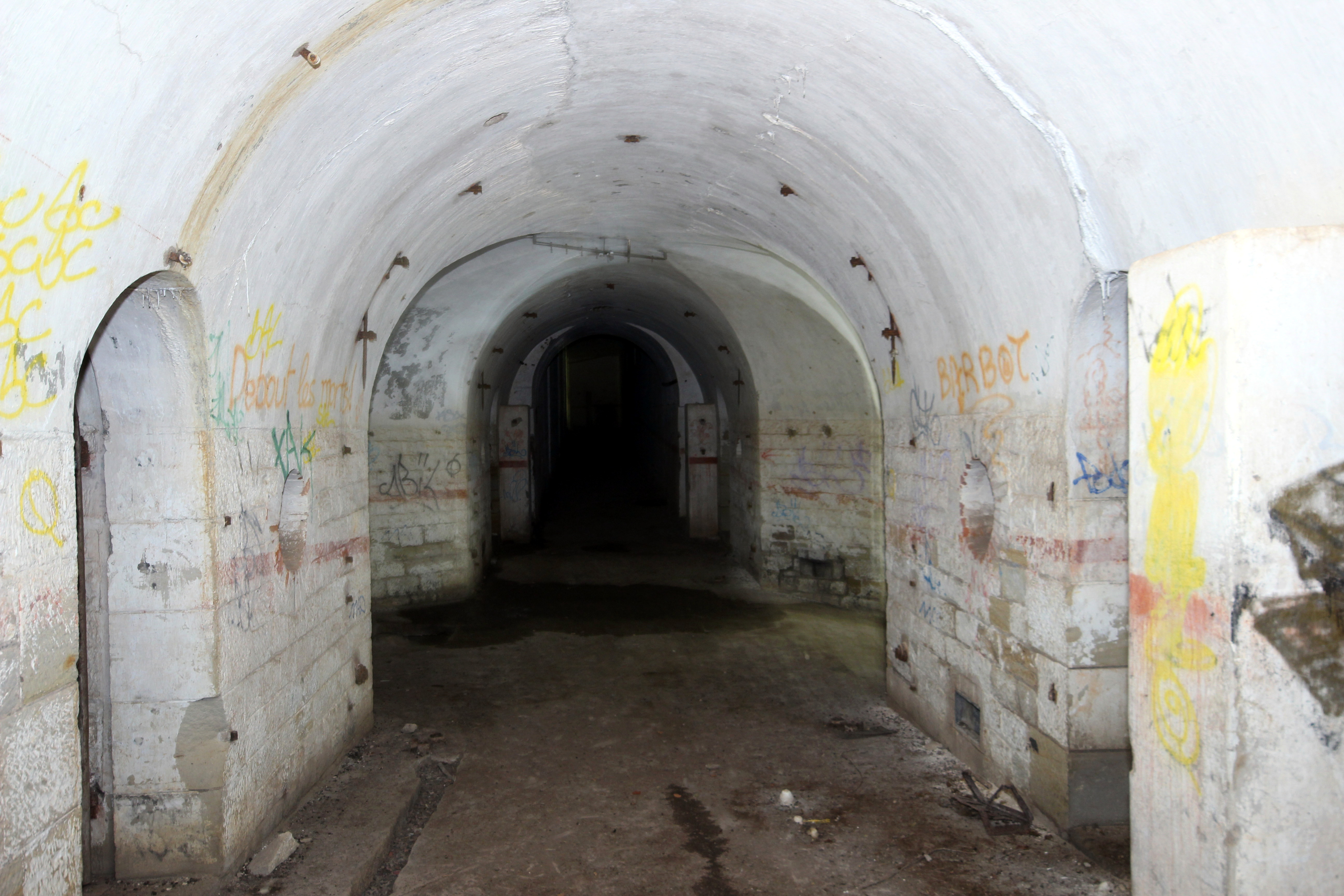
La galerie du casernement bétonné.
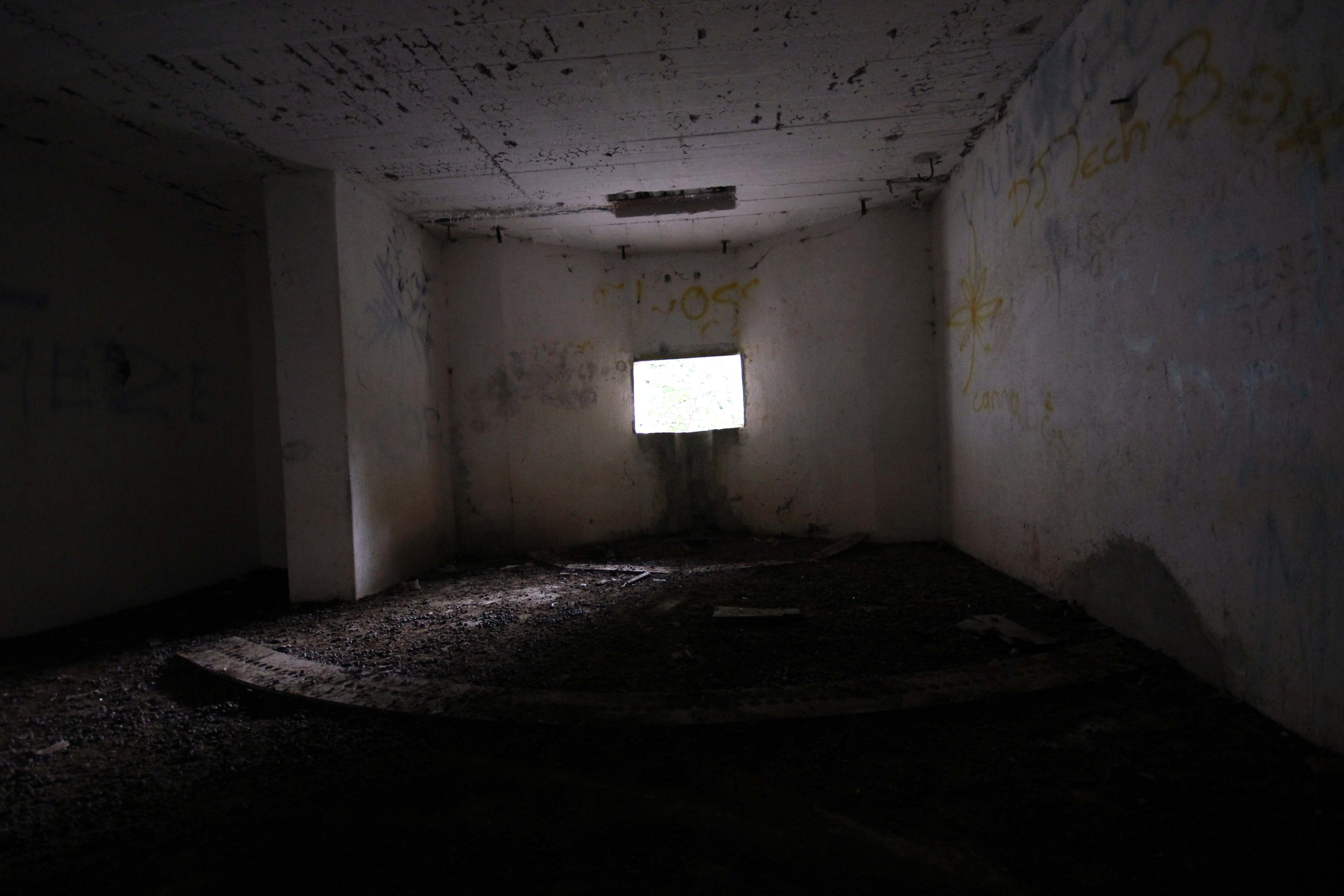
La chambre de tir de la casemate de Bourges.

## État actuel
L'entrée est murée pour éviter les dégradations.